# Syzygium schwenckii
Syzygium schwenckii là một loài thực vật có hoa trong Họ Đào kim nương. Loài này được Teijsm. & Binn. miêu tả khoa học đầu tiên năm 1866.